# Loco (chanson d'Enrique Iglesias)
Singles de Enrique Iglesias
Turn the Night Up
(2013) Heart Attack
(2013)
Singles par Romeo Santos
Propuesta Indecente
(2013) Odio
(2014)
Singles par Roberto Tapia
Me Enamoré
(2013) El Juego
(2014)
Singles par India Martínez
La Estrella De La Navidad
(2013) Niño Sin Miedo
(2014)
Singles par Descemer Bueno
Bailando
(2014) La Rumba No Se Aprende A Tocar En 7 Dias
(2014)
Loco (Fou en français) est le premier single espagnol et le deuxième single de l'album d'Enrique Iglesias, Sex and Love, le single est une chanson écrite par le chanteur-compositeur cubain Descemer Bueno, interprétée par Enrique Iglesias et réalisée avec la collaboration du chanteur Romeo Santos. La vidéo a été diffusée sur son compte YouTube le 26 août 2013 et fut réalisé par Yasha Malekzad, avec l’acteur américain Danny Trejo et l’actrice portoricaine Roselyn Sánchez. Il a plus de 130 millions de vues. Une version a été réalisée avec le chanteur mexicain Roberto Tapia. Une autre version est sortie le 17 décembre 2013, interprétée par la chanteuse espagnole India Martínez. Tableaux de musique Latin Billboard.

## Vidéo musicale
La vidéo commence avec l'image d'Iglesias vêtu d'un costume noir entrant dans un bar, tandis qu'à l'arrière-plan, sa chanson "Por Amarte" est enregistrée en 1995. Entre-temps, un verre lui est servi, Santos est assis à côté de lui. Les deux sont contestés par les regards de l'actrice Roselyn Sánchez qui danse seule sur scène, vêtue d'une robe rouge serrée. Il boit aussi au bar, l'acteur grossier Danny Trejo, qui les regarde d'une manière menaçante. Il a été tourné à Harvard et Stone, une cantine de la ville de Los Angeles.

## Crédits et personnel

### Version Bachata
- Basse : Dante Rivera
- Bongos : Guillermo Frias
- Mixé par : Ivan "Matetraxx" Chevere*
- Guira : Enrique Terrero
- Guitare Requinto : Alex "Chichi" Caba
- Claviers : Joaquin Diaz
- Masterisé par : Aya Merrill, Tom Coyne
- Producteur : Romeo Santos
- Producteur, Ingénieur, Mixé par : Carlos Paucar
- Superviseur de l'enregistrement [directeur des enregistrements] : Carlos Dalmasi
- Auteur, compositeur : Descemer Bueno, Enrique Iglesias
- Édition musicale : EMI April Music Inc, Sony/ ATV Tunes (ASCAP), Sony / ATV Tunes LLC & EIP Music (ASCAP)
- Studio Personnel : Carlos Dalmasi, Aya Merrill, Carlos Paucar, Tom Coyne & Ivan "Matetraxx" Chevere

### Version Pop
- Guitare, Basse, Producteur, Ingénieur, Mixé par : Carlos Paucar
- Percussion : Richard Bravo
- Masterisé par : Aya Merrill, Tom Coyne
- Auteur, compositeur : Descemer Bueno, Enrique Iglesias

## Positionnement dans les listes

### Version avec Romeo Santos
| Pays                   | Liste (2013)      | Meilleur position |
| ---------------------- | ----------------- | ----------------- |
| Mexique                | Monitor Latino    | 1                 |
| Espagne                | PROMUSICAE        | 1                 |
| République dominicaine | Monitor Latino    | 1                 |
| États-Unis             | Billboard Hot 100 | 80                |
| États-Unis             | Hot Latin Songs   | 1                 |
| États-Unis             | Latin Pop Songs   | 1                 |
| États-Unis             | Tropical Songs    | 2                 |
| Venezuela              | Record Report     | 58                |

### Listes annuelles
| Pays       | Liste de fin d'année (2013)   | Position |
| ---------- | ----------------------------- | -------- |
| États-Unis | Hot Latin Songs Year End 2013 | 9        |
| États-Unis | Latin Pop Songs               | 12       |
| États-Unis | Latin Tropical Songs          | 12       |
| Mexique    | Monitor Latino                | 55       |

### Version avec India Martínez
| Pays    | Liste (2013) | Meilleur position |
| ------- | ------------ | ----------------- |
| Espagne | PROMUSICAE   | 1                 |

### Certifications
| Pays    | Organisme certificateur | Certification | Ventes  | Ref.  |
| ------- | ----------------------- | ------------- | ------- | ----- |
| Espagne | PROMUSICAE              | Platine       | 40 000  | [ 3 ] |
| Mexique | AMPROFON                | 2× Diamant    | 600 000 |       |